# Florian Köhler (Politiker)

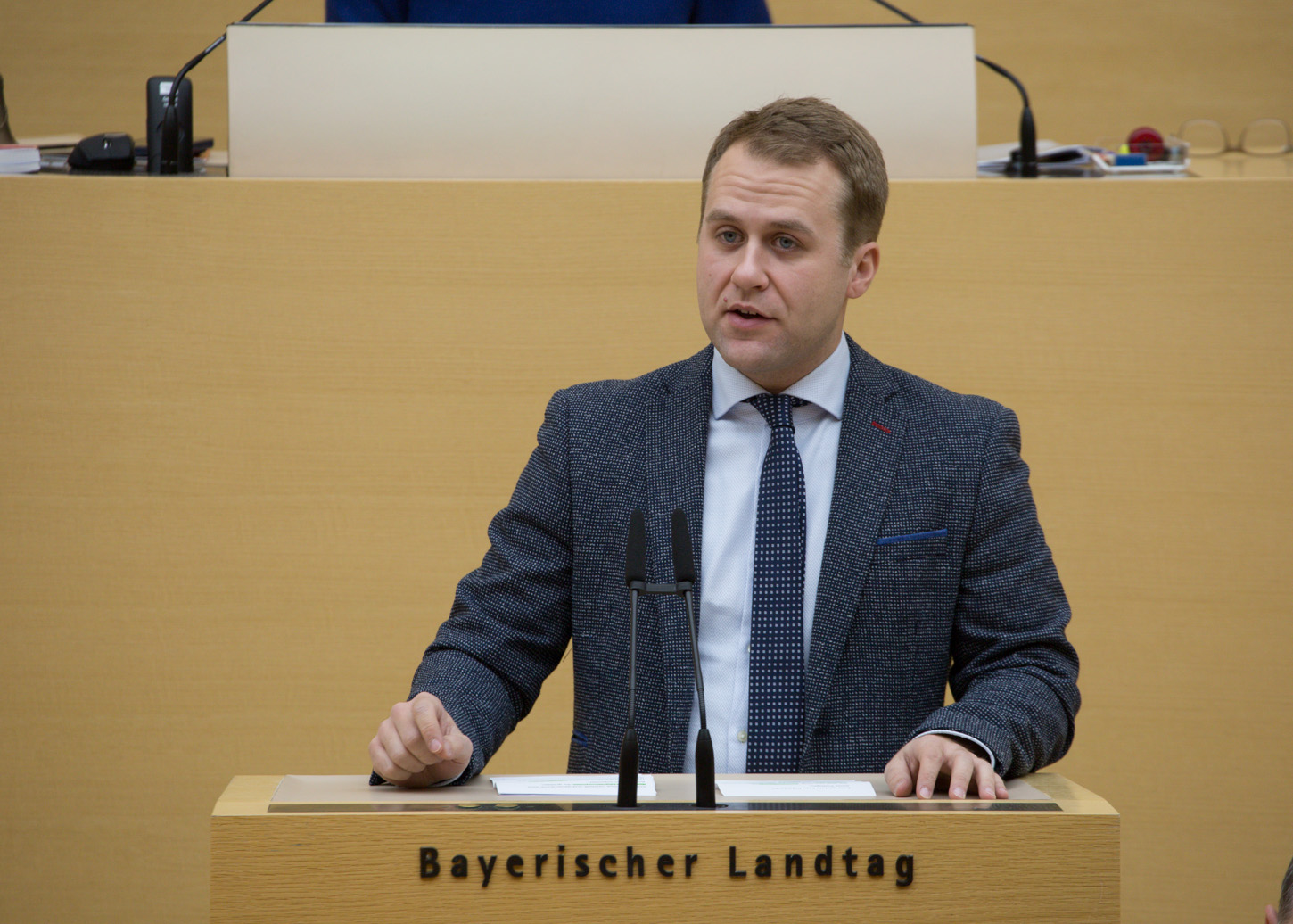
Florian Köhler (2023)

Florian Köhler (* 16. Februar 1994 in Bamberg) ist ein deutscher Politiker der AfD. Seit 2023 ist er Abgeordneter im Bayerischen Landtag.

## Leben
Köhler wurde 1994 in Bamberg als Sohn eines Hufschmieds geboren. Dort besuchte er die Graf-Stauffenberg-Realschule und schloss 2010 mit der Mittleren Reife ab, anschließend machte er eine Ausbildung zum Hufschmied. Ab 2014 besuchte er das Theresianum. Etwa zeitgleich mit dem Abitur 2018 bestand er die Prüfung zum Hufschmied. 2018 gründete er seine eigene Hufschmiede und plant eigenen Angaben zufolge, berufsbegleitend BWL zu studieren.
2014 trat Köhler in die AfD und die Junge Alternative (JA) ein und baute den Bezirksverband der JA mit auf. 2015 bis 2016 war er Landesvorsitzender der JA in Bayern, 2016 bis 2017 Landesgeschäftsführer. Seit 2016 ist Köhler Mitglied im Kreisvorstand der AfD Bamberg. Von Juni bis Oktober 2018 war er Mitarbeiter im nordrhein-westfälischen Landtag bei Sven Tritschler (AfD). Von 2019 bis 2023 war er Büroleiter des AfD-Bundestagsabgeordneten Rainer Kraft. Seit 2020 ist er für die AfD im Kreistag des Landkreises Bamberg.
Zur Landtagswahl 2018 trat Köhler erstmals für die AfD im Stimmkreis Bamberg-Land an und erzielte mit 14,5 % das zweitbeste Erststimmenergebnis. Er wurde nicht in den Landtag gewählt, aber in den Bezirkstag des Bezirks Oberfranken, dem er seitdem angehört. Bei der Landtagswahl am 8. Oktober 2023 erhielt er mit 21,4 % wieder das zweitbeste Erststimmenergebnis im Stimmkreis Bamberg-Land nach dem Sieger Holger Dremel (CSU), der 46,9 % erhielt. Zusammen mit den Zweitstimmen im Wahlkreis Oberfranken erreichte er das zweitbeste Ergebnis der AfD in Oberfranken und wurde damit in den Landtag gewählt, dem er seit dem 30. Oktober 2023 angehört.
Im Bayerischen Landtag ist Köhler Mitglied im Ausschuss für Wirtschaft, Landesentwicklung, Energie, Medien und Digitalisierung.
Im Februar 2025 verkleidete sich Köhler zusammen mit Katrin Ebner-Steiner anlässlich der Übertragung der Fastnacht in Franken im Bayerischen Rundfunk als „Abschiebepilot“.
Köhler ist ledig. Er nahm seit seiner Jugend mehrfach erfolgreich an Pferderennen teil.